# Limnophora thienemannae
Limnophora thienemannae är en tvåvingeart som beskrevs av Villeneuve 1931. Limnophora thienemannae ingår i släktet Limnophora och familjen husflugor. Inga underarter finns listade i Catalogue of Life.